# Gordie Soltau
Gordon „Gordie“ James Soltau (* 25. Januar 1925 in Duluth, Minnesota, USA; † 26. Oktober 2014) war ein US-amerikanischer American-Football-Spieler.
Soltau spielte in den 1950er Jahren als Wide Receiver neun Jahre für die San Francisco 49ers in der National Football League.

## Biografie
Nach dem Ende der Highschool ging Soltau zur US Navy und kämpfte im Zweiten Weltkrieg. Er war Teil der ersten Kampfschwimmereinheit der Navy und wurde in Europa und im Pazifik eingesetzt. Nach Kriegsende 1945 begann er ein Studium an der University of Minnesota. Mit hervorragenden Leistungen im College Football wurde er in die Minnesota Hall of Fame und in die Duluth Hall of Fame aufgenommen. Er wurde zudem in die Allstar-Auswahl der Big Ten Conference gewählt.
1950 nahm ihn der NFL-Neuling San Francisco 49ers in sein Team auf. Soltau wurde beim NFL Draft von den Green Bay Packers ausgewählt, wurde dann sofort weiter an die Cleveland Browns und schließlich zu den 49ers transferiert. In seinen neun Jahren in der NFL machte er 644 Punkte, 25 Touchdowns und 70 Field Goals. In den Jahren 1952, 1953 und 1954 war er All-Pro.
Neben seiner Karriere als Spieler arbeitete Soltau im Vertrieb einer Firma für Büromaterialien. Er setzte sich außerdem sehr für die Rechte der NFL-Spieler ein. So war er der erste Präsident des Unterbezirks Northern California der neugegründeten The NFL Alumni Association.
Nach dem Ende seiner Karriere wurde er in die The Bay Area Sports Hall of Fame aufgenommen. Er arbeitete zehn Jahre als Fernsehkommentator bei CBS und im Anschluss fünf weitere Jahre beim Hörfunksender KSFO.
Zuletzt lebte Soltau mit seiner Frau in Menlo Park, Kalifornien. Die beiden haben zwei Söhne und eine Tochter.